# とび出せ!真理ちゃん
『とび出せ!真理ちゃん』（とびだせ まりちゃん）は、1973年10月4日から1974年3月28日までTBS系列局で放送されていたTBS製作のバラエティ番組である。正式名称は『ファミリーストーリー とび出せ!真理ちゃん』。全26回。放送時間は毎週木曜 19:00 - 19:30 （日本標準時）。

## 概要
真理ちゃんシリーズの番組第3弾。
前2作（真理ちゃんとデイト→となりの真理ちゃん）は、ミュージカル要素を交えたスタジオトークや、ショートドラマなどが中心だったが、本作は世界各国の物語・民話などの児童文学を題材にして、ミュージカル風ドラマ仕立て（大抵は1話読み切りだったが、一部は2回の続き物を取り入れた）の内容で、天地真理が主人公を、ゲストが準主役および脇役を演じていた。番組の終わりには、ゲストの演者が歌手である場合にはその歌手の持ち歌、続いて天地の持ち歌を披露するコーナー（1番と2番の間の伴奏のところで「今日のお話はいかがでしたか?来週もお楽しみにね…」との挨拶も）があったが、作品によっては劇中歌として放送されたものもある。
この世界的な文学を題材にしたミュージカルドラマスタイルの体裁は、第5部（シリーズ最終作）である『はばたけ!真理ちゃん』（こちらは1作品2-4回の続き物）でも踏襲されている。

## 出演者
- 主演・メインパーソナリティー： 天地真理

以下レギュラー、または準レギュラーの演者
- 谷啓
- 岸部シロー
- 鶴間エリ

## 人形の声
- トラ / トラ五郎：富田耕生
- ケン：清水マリ
- 博士：小原乃梨子
- チョロ：肝付兼太
- ノラ：八奈見乗児

第19・20話では肝付、八奈見が顔出しで出演している。

## スタッフ
- 脚本：出倉宏、上西研三郎、たみやじゅん
- 音楽：宮川泰、川上了、溝渕新一郎
- 人形デザイン：上野紀子
- 人形演出：清水浩二
- 人形操作：人形の家
- 演出：小松原登、宮本洋、福田陽一郎
- 企画：渡辺プロダクション、渡辺企画
- 制作：映像企画、TBS

## 主題歌
- とび出せ！真理ちゃん（作詞：山上路夫 / 作曲：森田公一 / 歌：天地真理）

## 放送リスト[1]
| 回 | 放送日         | サブタイトル                                              | サブタイトル                                              | ゲスト                                                     |
| -- | -------------- | --------------------------------------------------------- | --------------------------------------------------------- | ---------------------------------------------------------- |
| 1  | 1973年 10月4日 | 白雪姫と人形達！                                          | 白雪姫と人形達！                                          | 森田健作                                                   |
| 2  | 10月11日       | 青い鳥はどこに！                                          | 青い鳥はどこに！                                          | 桜木健一                                                   |
| 3  | 10月18日       | 月に帰る女の子 （原作・竹取物語）                         | 月に帰る女の子 （原作・竹取物語）                         | 江利チエミ                                                 |
| 4  | 10月25日       | かぼちゃの馬車とシンデレラ                                | かぼちゃの馬車とシンデレラ                                | 布施明、桂木美加                                           |
| 5  | 11月1日        | 真理のラブレター！ （原作・あしながおじさん）             | 真理のラブレター！ （原作・あしながおじさん）             | 沢田研二、なべおさみ                                       |
| 6  | 11月8日        | 眠れる森の美女                                            | 眠れる森の美女                                            | 小倉一郎、玉川良一                                         |
| 7  | 11月15日       | ほらふき男の大冒険                                        | ほらふき男の大冒険                                        | 前田武彦                                                   |
| 8  | 11月22日       | 裸の王様大冒険                                            | 《前編》                                                  | 西郷輝彦、ハナ肇                                           |
| 9  | 11月29日       | 裸の王様大冒険                                            | 《後編》                                                  | 西郷輝彦、ハナ肇                                           |
| 10 | 12月6日        | 夢いっぱいの大冒険 （原作・ピーターパン）                 | 夢いっぱいの大冒険 （原作・ピーターパン）                 | 仲雅美、キャンディーズ、熊倉一雄                           |
| 11 | 12月13日       | 寝太郎の初恋 （原作・三年寝太郎）                         | 寝太郎の初恋 （原作・三年寝太郎）                         | 楠トシエ、芦屋小雁、小野ヤスシ                             |
| 12 | 12月20日       | 真理ちゃんはお人好し？！ （原作・イワンのばか）           | 《前編》                                                  | 宍戸錠、フィンガー5、湯原昌幸、大谷淳                      |
| 13 | 12月27日       | 真理ちゃんはお人好し？！ （原作・イワンのばか）           | 《後編》                                                  | 宍戸錠、フィンガー5、湯原昌幸、大谷淳                      |
| 14 | 1974年 1月3日  | トラ年生まれ全員集合！                                    | トラ年生まれ全員集合！                                    |                                                            |
| 15 | 1月10日        | 小公女                                                    | 《前編》                                                  | にしきのあきら、アグネス・チャン、レツゴー三匹（後編のみ） |
| 16 | 1月17日        | 小公女                                                    | 《後編》                                                  | にしきのあきら、アグネス・チャン、レツゴー三匹（後編のみ） |
| 17 | 1月24日        | アラジントと魔法のランプ （原作・アラジンと魔法のランプ） | アラジントと魔法のランプ （原作・アラジンと魔法のランプ） | 西城秀樹                                                   |
| 18 | 1月31日        | 雪の恋物語 （原作・雪女）                                 | 雪の恋物語 （原作・雪女）                                 | 伊東四朗、桜井センリ                                       |
| 19 | 2月7日         | 若草物語                                                  | 《前編》                                                  | 井上順、小柳ルミ子、さくままゆみ（佐久間真由美）           |
| 20 | 2月14日        | 若草物語                                                  | 《後編》                                                  | 井上順、小柳ルミ子、さくままゆみ（佐久間真由美）           |
| 21 | 2月21日        | 家なき子                                                  | 《前編》                                                  | 西川きよし、あのねのね                                     |
| 22 | 2月28日        | 家なき子                                                  | 《後編》                                                  | 西川きよし、あのねのね                                     |
| 23 | 3月7日         | 鶴のおんがえし                                            | 鶴のおんがえし                                            | レツゴー三匹                                               |
| 24 | 3月14日        | アルプスの少女 （原作・アルプスの少女ハイジ）             | 《前編》                                                  | 伊丹幸雄、研ナオコ（後編のみ）                             |
| 25 | 3月21日        | アルプスの少女 （原作・アルプスの少女ハイジ）             | 《後編》                                                  | 伊丹幸雄、研ナオコ（後編のみ）                             |
| 26 | 3月28日        | マリ・オンステージ （思い出の名場面集）                   | マリ・オンステージ （思い出の名場面集）                   | 布施明、西城秀樹                                           |

特記
- 1年後の1974年10月から半年間放送された「はばたけ！真理ちゃん」では上記のうち、「あしながおじさん」を第9-12話（同年11月28日から19日放送分）の4話分、「ピーターパン」を第20-23話（1975年2月13日-3月6日放送分）の4話分で、改めて脚本・脚色をし直したリメーク版を放送している。

## 漫画
- 細井雄二によって、「小学二年生」（小学館）の1973年11月号から1974年3月号まで漫画が連載された。

## ネット局

### 地上波
特記の無い限り全て放送時間は 木曜 19:00 - 19:30、同時ネット。
- TBS（制作局）
- 北海道放送[2]
- 岩手放送[3]
- 東北放送[4]
- 新潟放送[5]
- 信越放送[6]
- 北陸放送[5]
- テレビ山梨[7]
- 静岡放送[7]
- 中部日本放送[5]
- 朝日放送[8]
- 山陰放送[9]
- 山陽放送[10]
- 中国放送[10]
- テレビ高知[11]
- RKB毎日放送[12]
- 長崎放送[12]
- 熊本放送[12]
- 大分放送[13]
- 宮崎放送[14]
- 琉球放送[15]

### CS放送
- CS放送「衛星劇場」企画「リクエストスペシャル」の一環として、2021年2月1日から同年7月19日まで毎週月曜 20:30（再放送は土曜 12:30）より第14話を除く25話分を毎週1話ずつ放送された[16]。
- また、ホームドラマチャンネルでは「天地真理特集企画」[17]の一環として、2024年1月9日から毎週火曜日2:00(月曜深夜26:00)より同様に第14話を除く25話分を、毎週2話ずつで放送する予定である。